# Oulactis mcmurrichi
Oulactis mcmurrichi is een zeeanemonensoort uit de familie Actiniidae. De anemoon komt uit het geslacht Oulactis. Oulactis mcmurrichi werd in 1911 voor het eerst wetenschappelijk beschreven door Lager.